# Херманплац (станция метро, линия U7)
«Херманплац» (нем. Hermannplatz) — станция Берлинского метрополитена. Расположена на линии U7 между станциями «Зюдштерн» (нем. Südstern) и «Ратхаус Нойкёльн» (нем. Rathaus Neukölln). Станция находится в районе Берлинa Нойкёльн, расположена на площади Херманплац и имеет пересадку на одноименную станцию линии U8.

## История
Станция открыта 11 апреля 1926 года в составе участка «Зюдштерн» — «Карл-Маркс-Штрассе».

## Архитектура и оформление
Двухпролетная колонная станция мелкого заложения, выполненная в стиле Ар-деко, архитектор — Альфред Гренандер. Глубина заложения — 9 метров, высота потолков над платформой — 7,25 метров. Вместе с одноимённой станцией линии U8 образует единый архитектурный ансамбль. Длина платформы составляет 135 метров, ширина — до 16,2 метров; это одна из самых просторных станций Берлинского метрополитена. Выходы расположены в торцах платформы, в центре находится лестница, ведущая на станцию «Херманплац» линии U8. Путевые стены отделаны жёлтым (в верхней части) и серо-зелёным (в нижней части) кафелем, один ряд колонн с оригинальными капителями — серо-зелёным кафелем, сохранившимся с момента постройки станции.